# Мерсер (Пенсільванія)
Мерсер (англ. Mercer) — місто (англ. borough) в США, в окрузі Мерсер штату Пенсільванія. Населення — 1982 особи (2020).
Мерсер — батьківщина художника XIX століття Семюела Во і сучасного музиканта Трента Резнора, лідера групи Nine Inch Nails. Місто також відомий своїм мером Крістофером Портманом — одним з наймолодших в США. Портману було вісімнадцять, коли він переміг на виборах, і дев'ятнадцять у січні 2002 року в момент прийняття присяги.

## Географія
Мерсер розташований за координатами 41°13′35″ пн. ш. 80°14′11″ зх. д. / 41.22639° пн. ш. 80.23639° зх. д. (41.226516, -80.236348). За даними Бюро перепису населення США в 2010 році місто мало площу 2,95 км², з яких 2,95 км² — суходіл та 0,00 км² — водойми.

## Демографія
Згідно з переписом 2010 року, у селищі мешкали 2002 особи в 904 домогосподарствах у складі 527 родин. Густота населення становила 678 осіб/км². Було 998 помешкань (338/км²).
Расовий склад населення:
| - 97,1 % — білих - 1,0 % — чорних або афроамериканців - 0,4 % — азіатів - 0,1 % — корінних американців |

До двох чи більше рас належало 1,2 %. Частка іспаномовних становила 0,8 % від усіх жителів.
За віковим діапазоном населення розподілялося таким чином: 23,2 % — особи молодші 18 років, 59,9 % — особи у віці 18—64 років, 16,9 % — особи у віці 65 років та старші. Медіана віку мешканця становила 39,4 року. На 100 осіб жіночої статі у селищі припадало 87,3 чоловіків; на 100 жінок у віці від 18 років та старших — 85,3 чоловіків також старших 18 років.
Середній дохід на одне домашнє господарство становив 58 066 доларів США (медіана — 46 827), а середній дохід на одну сім'ю — 73 769 доларів (медіана — 60 000). Медіана доходів становила 44 063 долари для чоловіків та 31 101 долар для жінок. За межею бідності перебувало 12,0 % осіб, у тому числі 14,7 % дітей у віці до 18 років та 6,5 % осіб у віці 65 років та старших.
Цивільне працевлаштоване населення становило 1012 осіб. Основні галузі зайнятості: освіта, охорона здоров'я та соціальна допомога — 25,5 %, роздрібна торгівля — 16,2 %, мистецтво, розваги та відпочинок — 15,3 %.